# Heilig Hartkerk (Cauwerburg)

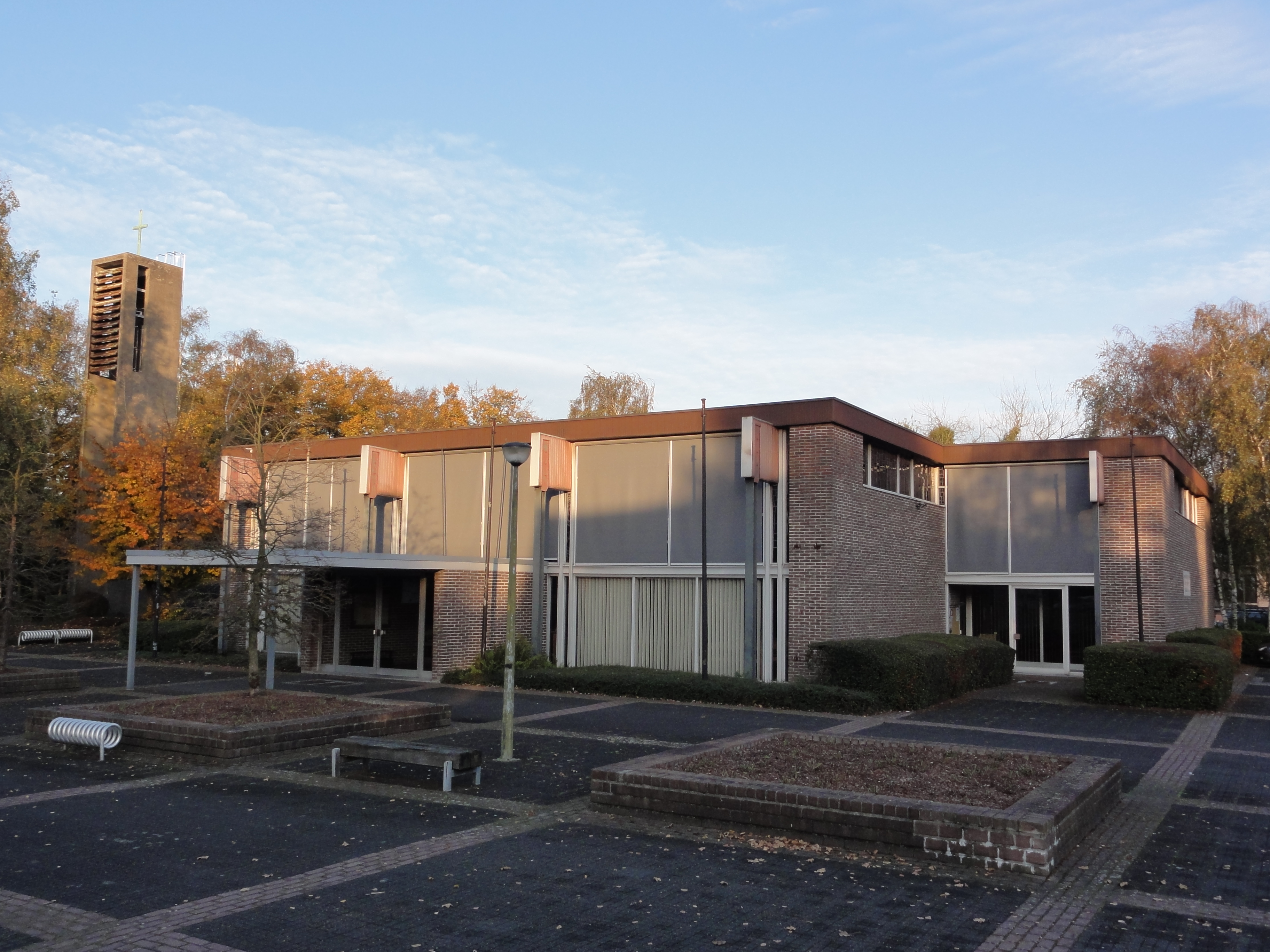
Heilig Hartkerk

De Heilig Hartkerk is de parochiekerk van de wijk Cauwerburg, behorende tot de Oost-Vlaamse plaats Temse. De kerk is gelegen aan de Sint-Amelbergalaan 27.
Met name de Boelwerf zorgde voor toename van het aantal inwoners van deze wijk. Hoewel in 1939 er een parochie in de wijk werd gesticht, kerkte men nog lange tijd in een noodkerk. Pas in 1970 werd de Heilig Hartkerk gebouwd. In 1973 werd deze ingewijd.
Het is een eenvoudig gebouw met plat dak en een losstaande open betonnen klokkentoren.